# Українська Служба Батьківщині
Українська Служба Батьківщині, з 1941 добровільна праця для юнаків 19 — 20 pp., яку ввела німецька влада в Генеральній Губернії, з 1942 обов'язкова для чоловіків у віці 18 (інколи 17) до 60 pp. Метою її було мати дешевих робітників для будів. робіт, потрібних під час війни, зокрема будови шляхів. З 1943 притягнено до неї і шкільну (на 1 рік) та студентську (на 6 місяців, заходами УЦК її скорочено до 2 місяців) молодь. УЦК (референтом У. С.Б. був О. Руснак) подбав про відокремлення українців в окремі відділи (поляки працювали в Поль. Будів. Службі), про заміну наглядачів, що ними були звич. поляки і фольксдойче українцями, про введення спорту і розваг. З 1943 організовано у Львові курси для старшин і підстарший в У. С.Б., які закінчили 84 кандидати. Укр. Окружні Комітети (зокрема у Львові й Тернополі) опікувалися юнаками. В У. С.Б. працювало понад 10 000 українців.
Наступ большевиків ліквідував У. С.Б.: юнаків взято до війська, Дивізії «Галичина» або до протиповітряної служби.